# Gossypianthus decipiens
Gossypianthus decipiens är en amarantväxtart som först beskrevs av Joseph Dalton Hooker, och fick sitt nu gällande namn av Carl Ernst Otto Kuntze. Gossypianthus decipiens ingår i släktet Gossypianthus och familjen amarantväxter. Inga underarter finns listade i Catalogue of Life.